# IC 2907
IC 2907 је појединачна звијезда у сазвјежђу Лав која се налази на листи објеката дубоког неба у Индекс каталогу.
Деклинација објекта је + 9° 53' 57" а ректасцензија 11h 31m 49,0s.